# Karangputat
Karangputat is een bestuurslaag in het regentschap Cilacap van de provincie Midden-Java, Indonesië. Karangputat telt 2796 inwoners (volkstelling 2010).